# Etanol
Etanolul (de asemenea denumit și alcool etilic sau mai simplu doar alcool) este un compus organic din clasa alcoolilor, fiind principalul alcool întâlnit în băuturile alcoolice. Este un lichid volatil, inflamabil și incolor, cu un miros caracteristic. Are formula chimică C2H5OH, care poate fi scrisă desfășurat CH3 – CH2 – OH, fiind din punct de vedere structural alcătuit dintr-un radical etil, legat de o grupă hidroxil. De aceea, este câteodată simbolizat EtOH.
Etanolul se obține în majoritate prin fermentația zaharurilor prin intermediul drojdiilor, sau prin procedee petrochimice. Este un drog psihotrop care dă dependență, cauzând o intoxicație acută caracteristică, cunoscută sub numele de beție, când este consumată în cantități mari. Este folosit pe larg ca solvent, sursă de combustibil și ca materie primă în sinteza altor compuși chimici.

## Proprietăți fizice
Se prezintă ca o substanță lichidă incoloră, miscibilă în apă în orice proporții. Solubilitatea se datorează grupării hidroxil din molecula alcoolului prin intermediul căreia între moleculele de apă și de alcool se stabilesc legături de hidrogen intermoleculare.

## Proprietăți chimice

### Caracter acid
Etanolul, ca toți alcoolii, prezintă un ușor caracter acid dovedit prin reacția sa cu metalele alcaline, iar o reacție tipică este reacția cu sodiul (în amoniac lichid) în urma căreia se formează ionul etoxid și se eliberează protonul din gruparea hidroxil. Protonul se fixează pe perechea de electroni ai oxigenului din apă, generând ionul hidroniu care oferă aciditate soluției respective.
Etanolul nu reacționează cu hidroxizii alcalini, față de fenoli care sunt tot compuși hidroxilici și care reacționează cu hidroxidul de sodiu formând ionul fenoxid. 
Alte reacții tipice etanolului sunt reacțiile cu acizii carboxilici când rezultă esteri folosiți pe post de aromatizanți.

### Oxidare
Etanolul poate fi oxidat la acetaldehidă, iar mai apoi la acid acetic, depinzând de reactanți și de condițiile de reacție. Reacția de oxidare a etanolului nu are o importanță practică anume, însă, în corpul uman ea are loc, fiind catalizată de o enzimă din ficat numită alcool dehidrogenază. Produsul de oxidare al etanolului, acidul acetic, este un nutrient important pentru corpul uman, întrucât reprezintă un precursor pentru acetil coenzima A.

## Producere

### Hidratarea etenei
Etanolul folosit pentru scopuri industriale, adică cel folosit ca materie primă sau solvent (denumit și etanol sintetic) se obține din materii prime petrochimice, în general prin hidratarea (adiția apei la dubla legătură) catalizată în mediu acid a etenei:
{\displaystyle {\ce {{C2H4}+{H2O}->{CH3CH2OH}}}}
Catalizatorul cel mai comun folosit pentru această reacție este acidul fosforic, adsorbit pe un suport poros, precum silicagel sau diatomit.

### Fermentația alcoolică
Etanolul din compoziția băuturile alcoolice se obține exclusiv prin fermentația alcoolică. Unele specii de drojdii (precum Saccharomyces cerevisiae) metabolizează polizaharidele și glucoza, obținându-se etanol și dioxid de carbon:
{\displaystyle {\ce {{C6H12O6}->2{CH3CH2OH}+{2CO2}}}}
{\displaystyle {\ce {{C12H22O11}+{H2O}->4{CH3CH2OH}+4{CO2}}}}

## Acțiune biologică
Etanolul acționează asupra organismului, atât direct cât și prin compușii în care se transformă pe cale enzimatică. Din punct de vedere fiziologic, el are o acțiune depresivă și acționează ca un anestezic.